# La Cerlangue
La Cerlangue ist eine französische Gemeinde mit 1.297 Einwohnern (Stand: 1. Januar 2022) im Département Seine-Maritime in der Region Normandie. Sie gehört zum Arrondissement Le Havre und zum Kanton Saint-Romain-de-Colbosc. Die Bewohner werden Cerlanguais und Cerlanguaises genannt.

## Geographie
La Cerlangue liegt etwa 22 Kilometer östlich von Le Havre in der Naturregion Pays de Caux. Umgeben wird La Cerlangue von den Nachbargemeinden Saint-Romain-de-Colbosc im Nordwesten, La Remuée im Norden, Mélamare im Nordosten, Saint-Nicolas-de-la-Taille im Osten, Tancarville im Osten und Südosten, Marais-Vernier im Südosten, Saint-Samson-de-la-Roque im Süden, Saint-Vigor-d’Ymonville im Westen sowie Saint-Vincent-Cramesnil im Westen und Nordwesten.
Durch die Gemeinde führt die Autoroute A131.

## Einwohnerentwicklung
| Jahr      | 1962 | 1968 | 1975 | 1982 | 1990 | 1999  | 2006  | 2013  | 2020  |
| --------- | ---- | ---- | ---- | ---- | ---- | ----- | ----- | ----- | ----- |
| Einwohner | 740  | 754  | 890  | 895  | 983  | 1.106 | 1.190 | 1.307 | 1.287 |

## Sehenswürdigkeiten
- Die Pfarrkirche Saint-Jean-Baptiste in Saint-Jean-d'Abbetot wurde vor 1066 durch Schriften bezeugt. Sie war von Raoul de Tancarville der Abtei geschenkt worden. Chor und Vierungsturm datieren aus dem ausgehenden 11. Jahrhundert. Das Langhaus wurde im 16. Jahrhundert unter Wiederverwendung eines romanischen Gesimses errichtet, der Treppenturm aus dem 15. Jahrhundert. Maueröffnungen und Westfassade sowie das Langhaus stammen aus dem 18. Jahrhundert. Eine Restaurierung der Krypta und ihrer Gemälde erfolgte durch den Architekten Desmarest und den Maler Dauvergné im Jahr 1855.
- Der Chor der Pfarrkirche Saint-Léonard aus dem 13. Jahrhundert ist zerstört. Glockenturm-Vorhalle und Langhaus wurden zu Beginn des 16. Jahrhunderts mit Hilfe des Grafen von Tancarville, Papron, erbaut. 1662 erfolgte der Umbau des Glockenturms, 1771 ein Neubau des Turmes. 1773 erfolgte die Reparatur der durch einen Sturm beschädigten Turmspitze. Im Jahre 1884 erfolgten Umbau, Restaurierung des Chores und Bau einer Sakristei durch die Architekten D. Martin und Désiré Marical. Restaurierung des Turmhelms von 1958 bis 1962. Langhaus und Glockenturm sind seit 1914 als Monument historique klassifiziert.
- Die Pfarrkirche Saint-Jean d’Abbetot stammt aus dem 11. Jahrhundert. Sie wurde um 1070 von den Kanonikern von Boscherville neu gebaut. Die Vierung des Querschiffs wurde im 15. Jahrhundert mit einem Gewölbe überdacht, das Langhaus wurde vom 16. bis 18. Jahrhundert errichtet. Der Treppenturm stammt aus dem 16. Jahrhundert und die westlichen Joche stammen aus dem 18. Jahrhundert. Die Kirche wurde ab 1837 restauriert. Sie birgt Wandmalereien aus dem 12. und 14. Jahrhundert in der Krypta, im Chor und in der Apsis, sowie aus dem 17. und 18. Jahrhundert in den Maueröffnungen und an den Innenwänden des Langhauses, die 1855 restauriert wurden. Die Kirche ist seit 1996 als Monument historique klassifiziert.
- Das Wohnhaus des Schlosses Drumare wurde 1838 gebaut.
- Das Schloss Bellevue in La Bergerie wurde 1858 errichtet.
- Das Wohnhaus des Herrenhauses trägt das Datum 1533. Stallungen, Sattlerei, Reitschule wurden nach 1970 errichtet.

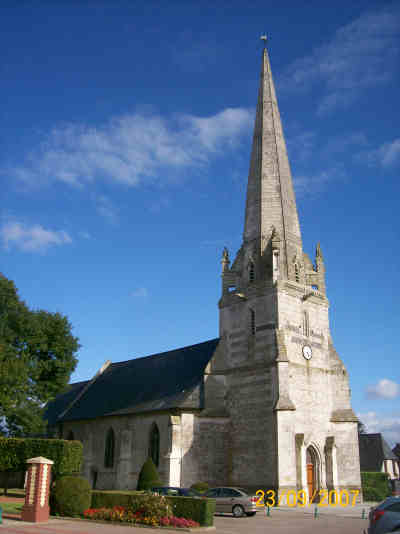
Pfarrkirche Saint-Léonard
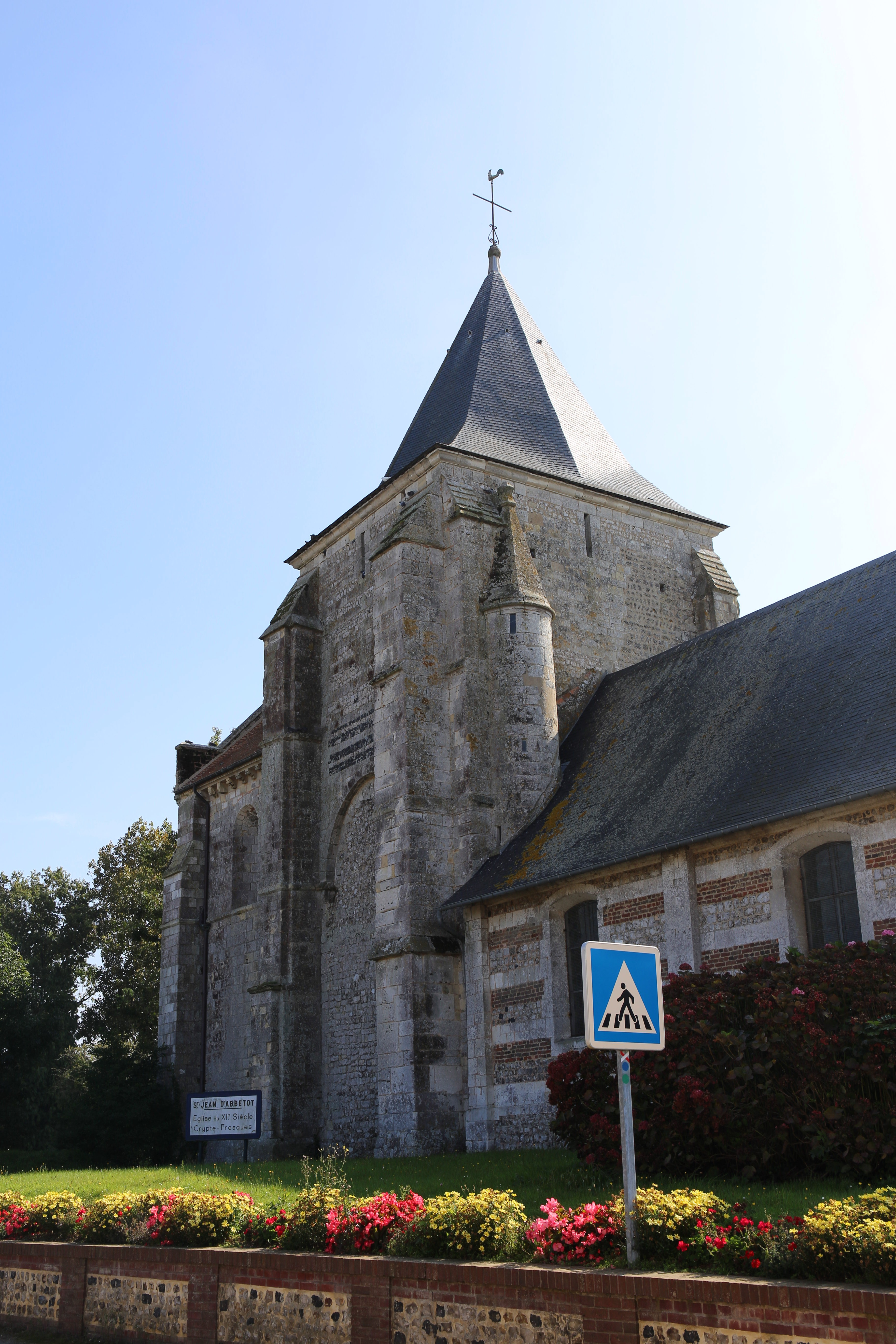
Pfarrkirche Saint-Jean-Baptiste
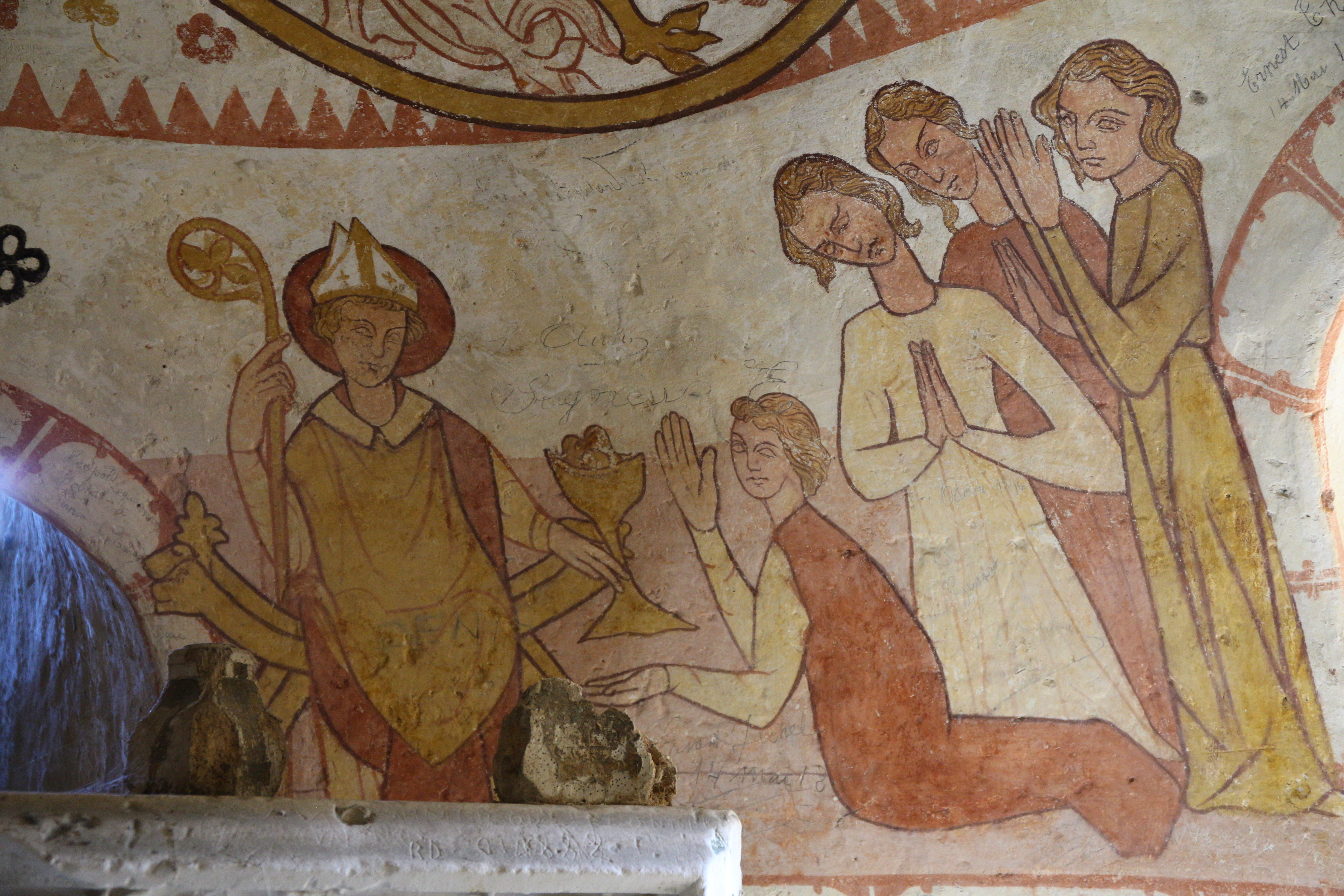
Wandmalereien in der Krypta der Pfarrkirche Saint-Jean-Baptiste
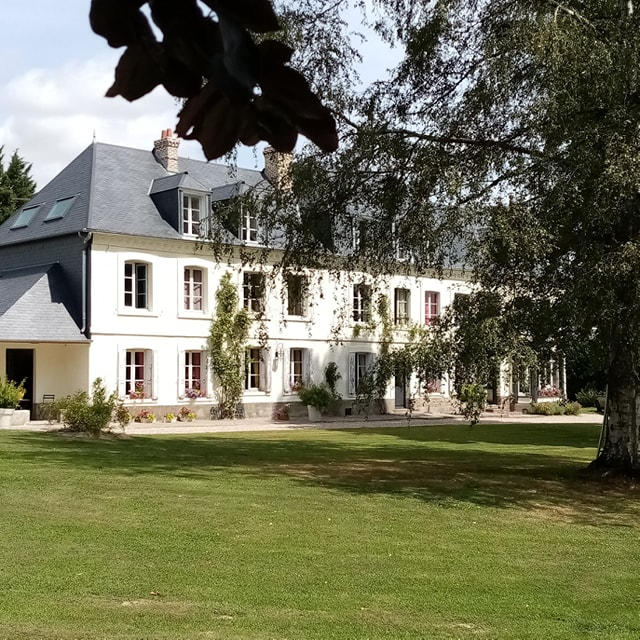
Herrenhaus